# Маркус Крюгер
Маркус Крюгер (швед. Marcus Krüger; 27 травня 1990, м. Стокгольм, Швеція) — шведський хокеїст, центральний нападник. Виступає за «Чикаго Блекгокс» у Національній хокейній лізі.
Вихованець хокейної школи ХК «Гуддінге». Виступав за «Юргорден» (Стокгольм), «Чикаго Блекгокс», «Рокфорд АйсГогс» (АХЛ).
В чемпіонатах НХЛ — 287 матчів (28+56), у турнірах Кубка Стенлі — 70 матчів (6+7). У чемпіонатах Швеції — 105 матчів (19+51), у плей-оф — 19 матчів (3+8).
У складі національної збірної Швеції учасник зимових Олімпійських ігор 2014 (6 матчів, 0+0), учасник чемпіонатів світу 2011 і 2012 (17 матчів, 5+3). У складі молодіжної збірної Швеції учасник чемпіонату світу 2010.
Досягнення
- Срібний призер зимових Олімпійських ігор (2014)
- Срібний призер чемпіонату світу (2011)
- Володар Кубка Стенлі (2013, 2015)
- Срібний призер чемпіонату Швеції (2010)
- Бронзовий призер молодіжного чемпіонату світу (2010).
- Чемпіон світу 2017.